# Dauphin Island
Dauphin Island é uma cidade  localizada no estado americano do Alabama, no Condado de Mobile. Fica numa barra com o mesmo nome.

## Demografia
Segundo o censo americano de 2000, a sua população era de 1371 habitantes.
Em 2006, foi estimada uma população de 1544, um aumento de 173 (12.6%).

## Geografia
De acordo com o United States Census Bureau, a localidade tem uma área de 430,1 km², dos quais 16,0 km² cobertos por terra e 414,1 km² cobertos por água.

## Localidades na vizinhança
O diagrama seguinte representa as localidades num raio de 40 km ao redor de Dauphin Island.